# Anyar (Buay Pemuka Bangsa Raja)
Anyar is een bestuurslaag in het regentschap Ogan Komering Ulu van de provincie Zuid-Sumatra, Indonesië. Anyar telt 1786 inwoners (volkstelling 2010).